# Zhang Yihe
Zhang Yihe, née en 1942 à Chongqing, est une écrivaine et historienne chinoise. Elle est la fille de l'écrivain et homme politique  Zhang Bojun, victime de la campagne anti-droitiste de Mao Zedong dans les années 1950. Zhang Yihe est arrêtée pendant la Revolution culturelle, pour avoir critiqué Jiang Qing. Condamnée à vingt d'emprisonnement, elle passe dix ans  dans un laogaï de la province du Sichuan. Libérée, elle est réhabilitée en 1979 et peut reprendre son travail à l’Institut national des Beaux-Arts.
Elle commence à publier en 1999 notamment sur l’opéra traditionnel chinois dont elle est une spécialiste. Puis Zhang Yihe publie des témoignages sur le sort des intellectuels, des artistes, et des victimes du pouvoir politique. Nombre de ses ouvrages sont censurés en Chine continentale.

## Biographie
Zhang Yihe est née pendant la guerre sino-japonaise en septembre 1942 à Chongqing où ses parents étaient réfugiés. Confiée à des parents vivant à Hong Kong, elle fréquente alors l’école primaire de Peizhang pendant trois ans. Puis elle rejoint sa famille à Pékin, où elle suit ses études au sein du collège des filles de l’Université normale. En 1960 elle intègre l’Institut de recherches sur l’opéra chinois.
En 1966, Zhang Yihe, âgée de 25 ans, est élève dans une troupe d’opéra à Chengdu, dans la province du Sichuan. Dès le début de la Révolution culturelle son père lui écrit « L’heure la plus sombre de l’histoire chinoise moderne est arrivée. Je suis “le plus grand droitier du pays”, donc peu importe que tu te retournes contre moi. Tu dois survivre à tout ça. Je m’inquiète pour toi, car tu ne rates pas une occasion de dire ce que tu penses ». Elle détruit la lettre et se trouve rapidement mis en accusation. On lui rase les cheveux. Elle réussit à regagner Pékin, au début de l'année 1967, pour voir sa famille, elle aussi tyrannisée par les gardes rouges. Elle est de nouveau arrêtée et emprisonnée à Chengdu. Dans son journal intime à l’année 1964, ses gardiens trouvent une remarque ironique concernant l’ascension fulgurante de Jiang Qing, la femme de Mao Zedong, au sein de la hiérarchie communiste. Elle passe en jugement et est condamnée à vingt ans d'emprisonnement. Elle restera dix ans dans le laogaï. Elle est réhabilitée en 1979 et reprend son travail de recherche sur l’opéra chinois, au sein de l’Institut de recherche rattaché à l’Institut national des Beaux-Arts.
Elle publie son premier ouvrage en 1999, un livre sur l’opéra. Toutefois ses œuvres majeures sont écrites après sa retraite, en 2001. Il s'agit de témoignages sur le sort des intellectuels, des artistes, et des victimes du pouvoir politique.
En 2004 paraît un premier livre de témoignage, Un passé qui ne part pas en fumée. L'ouvrage est consacré aux intellectuels de la génération de son père, victimes des persécutions maoïstes. En 2005 Zhang Yihe rend hommage à deux acteurs de l’opéra de Pékin, Ma Lianlang (马连良), mort en 1966, pendant la Révolution culturelle, et Mei Lanfang.
À la suite de la censure de ses ouvrages en Chine continentale, Zhang Yihe proteste publiquement, en 2007, dans une lettre ouverte :  « Je suis juste un savant ordinaire, jamais intéressée par des manifestations et pas habituée aux protestations.  Je veux seulement écrire mes articles.  Ainsi, pendant dix ans, face à toutes sortes de crimes dans les domaines idéologique et culturel, j'ai simplement payé ma sympathie aux victimes en silence et exprimé implicitement ma colère dans la tolérance.  Mais cette fois, je veux rugir, je veux protester ouvertement, sinon je vais avoir honte ».
Avec son livre Madame Liu, elle ouvre une série d'ouvrages où elle témoigne du laogaï, sujet toujours occulté en Chine continentale. En mai 2011, Li Xianting et Zhang Yihe écrivent un essai sur Ai Weiwei pour soutenir cet artiste contestataire du régime qui est alors emprisonné : Ai Weiwei est un artiste créatif .
Certains de ses ouvrages sont censurés par le GAPP (General Administration of Press and Publications). Ce dernier précise que c’est l’auteur qui est sanctionné et non la teneur du livre. Zhang Yihe estime qu'il est important de conserver la mémoire du passé : « Les gens de cinquante ans ne savent rien de la campagne anti-droitière ; les gens de quarante ans ne savent rien de la Grande famine ; les gens qui ont trente ans ne savent rien de la Révolution culturelle ; les gens qui ont vingt ans ne savent rien de 1989 ».

## Hommage
En 2004, elle reçoit le « International PEN Award For Independent Chinese ».

## Ouvrages
- L’opéra chinois (中国戏曲), 1999
- Un passé qui ne part pas en fumée 《往事并不如烟》*
- Les derniers aristocrates 《最后的贵族》Hong Kong University Oxford Press, 2004
- Une bourrasque de vent a laissé derrière elle des milliers de chants des temps anciens 《一阵风，留下了千古绝唱), 2004
- Vieilles histoires d’acteurs d’opéra 《伶人往事》2006
- Série Un passé qui ne part pas en fumée (publié à Hong Kong) 2007-2009
- Madame Liu  traduit par François Sastourné ; Ming Books, publication en 2013 en français, 140 pages.
- Madame Yang  traduit par François Sastourné ; Ming Books, publication en  2014 en français, 260 pages.
- Madame Zou traduit par François Sastourné ; Ming Books, publication en 2015 en français, 220 pages.